# ГЕС Баразар
ГЕС Баразар (ісп. Presa de Barazar) – гідроелектростанція на півночі Іспанії. Використовує ресурс зі сточища річки Садорра (ліва притока Ебро), яка дренує південний схил Кантабрійських гір та відноситься до басейну Балеарського моря.
Для накопичення ресурсу створили два водосховища:
- Улліваррі-Гамбоа безпосередньо на Садорра. Цю водойму об'ємом 148 млн м3 утримує контрфорсна гребля висотою  37 метрів та довжиною 535 метрів, на спорудження якої пішло 132 тис м3 матеріалу;[1]

- Уррунага на Санта-Енграсія (баскська Itsasadar Bageta, права притока Zadorra). Дане водосховище об'ємом 72 млн м3 утримують дві контрфорсні греблі – основна висотою  31 метр та довжиною 490 метрів, що потребувала 82 тис м3 матеріалу, та допоміжна висотою 15 метрів та довжиною 627 метрів, на спорудження якої пішло 30 тис м3 матеріалу.[2][3]

Враховуючи дещо вищий рівень в Уррунага, біля першого водосховища встановлено насосну станцію, що забезпечує підйом на декілька метрів, необхідний для постачання ресурсу по тунелю довжиною 3,5 км, який сполучає дві водойми.
Із сховища Уррунага прямує головний дериваційний тунель до машинного залу станції, розташованого по інший, північний, схил Кантабрійських гір в долині річки Арратія (впадає праворуч у Нервіон незадовго до естуарію Більбао), яка відноситься до басейну Біскайської затоки Атлантичного океану. Тунель має довжину 12,5 км та діаметр 4,25 метри. Його прокладання здійснювали з використанням 11 розташованих по трасі колодязів глибиною від 30 до 86 метрів, що дозволили здійснювати виїмку породи одразу на 24 майданчиках. Він завершується верхнім балансуючим резервуаром із двох камер, сполучених вертикальною шахтою, після чого переходить у напірний водогін довжиною 1,4 км із двох труб діаметром від 2,6 до 1,8 метра. 
Протранспортований ресурс надходить до підземного машинного залу розмірами 90х18 метрів та висотою 30 метрів, який розташований на глибині 200 метрів. Доступ до нього здійснюється через тунель довжиною майже 1 км. 
Роботи над спорудженням гідрокомплексу розпочались у 1947-му, а два перші гідроагрегати із запланованих чотирьох стали до ладу десятьма роками пізніше. Втім, первісний проект так і не виконали в повному обсязі, внаслідок чого основне обладнання станції складається з двох турбін типу Френсіс потужністю по 34 МВт, які працюють при напорі від 266 до 340 метрів.
Відпрацьована вода відводиться по тунелю довжиною 1 км до річки Барасар-Еррека (один з витоків згаданої вище Арратія), на якій створений невеликий балансуючий резервуар Ундуррага. Його утримує кам’яно-накидна гребля із бетонним ущільненням висотою 36 метрів та довжиною 215 метрів, яка потребувала 250 тис м3 матеріалу.
Видача продукції відбувається по ЛЕП, що працює під напругою 132 кВ.
Варто також відзначити, що окрім участі в роботі гідроенергетичної схеми Баразар водосховища Улліваррі-Гамбоа та Уррунага виконують не менш важливу функцію забезпечення водою споживачів Віторії-Гастейс та Більбао.